# بقرية محصورة
بقرية محصورة (الاسم العلمي:Vaccaria inclusa) هي نوع غير مؤكد من النباتات يتبع جنس البقرية من الفصيلة القرنفلية.